# Státní znak Kyrgyzstánu
Státní znak Kyrgyzstánu je emblém tvořený bílým sokolem s roztaženými křídly v modrém, bíle lemovaném kruhu. V pozadí je jezero, hory a vycházející zlaté slunce s paprsky. Po obvodu kruhu jsou pšeničné klasy a bavlníkové tobolky. V horní části pak nápis КЫРГЫЗ, v dolní РЕСПУБЛИКАСЫ (česky Kyrgyzská republika).
Sokol (Ак Шумкар, Ak Šumkar) symbolizuje tradiční kulturu, čistotu a vznešenost myšlenek v legendách a lidových eposech. Jezerem je myšleno jezero Issyk-kul a horami pohoří Ala-Too.

## Historie
31. srpna 1991 vyhlásil Kyrgyzstán nezávislost na Sovětském svazu. Suverenitu získal až po definitivním rozpadu Sovětského svazu v prosinci 1991. Do přijetí nového znaku byl užíván znak Kyrgyzské SSR, schválený 23. března 1937.
Znak samostatného Kyrgyzstánu byl schválen 14. ledna 1994 předsedou Nejvyšší rady Kyrgyzské republiky Medetkanem Šerimkulovem, nařízením č. 1429-XII. Autory znaku byli Asenin Abdrajev a Sadrybek Dubanajev. Dle Abdrajeva je však jediným autorem on sám. Pouze prý požádal Dubanajeva, aby podal přihlášku do soutěže, protože nebydlel v hlavním městě Biškeku, ale v Narynu.

Kyrgyzský státní znak (1991–1994)
Kyrgyzský státní znak (1994–2016/2017)

V roce 2015 byla vypracována norma zobrazení státního znaku, která vstoupila v platnost v lednu 2016. Tím  byl drobně změněn design znaku (barvy, sokol, vlnky na jezeře).
30. června 2016 byl předložen k veřejné diskusi návrh změny zákona Kyrgyzské republiky „O státních symbolech Kyrgyzské republiky”, který zmocňuje vládu ke schválení technických specifikací státní vlajky a znaku. V únoru 2017 podepsal  prezident zákon „O změnách zákona Kyrgyzské republiky O státních symbolech”, kterým byla vláda Kyrgyzské republiky oprávněna schválit popis státních symbolů. 11. dubna 2017 byla vládou (usnesením č.205) schválena specifikace státních symbolů republiky.

## Další užití znaku
Státní znak Kyrgyzstánu je stylizovaně užit na prezidentské pečetí a tím i na prezidentské vlajce (viz Kyrgyzská vlajka).

## Znaky kyrgyzských oblastí

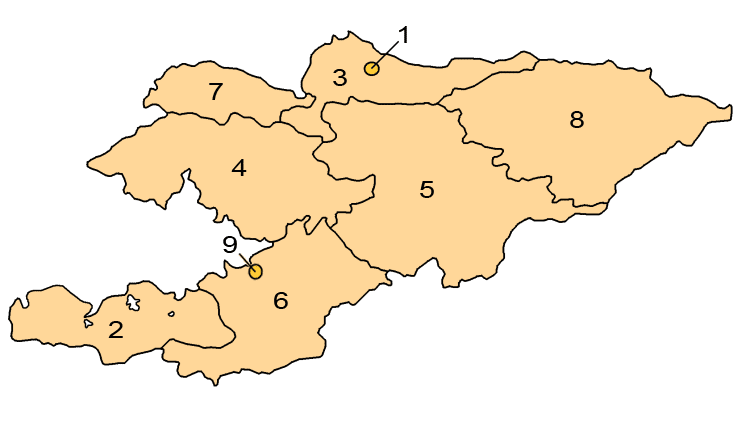
Kyrgyzské oblasti

Kyrgyzstán se člení na 7 oblastí a 2 samosprávná města.

Hlavní město Biškek (1)
Batkenská oblast (2)
Čujská oblast (3)
Džalal-Abádská oblast (4)
Narynská oblast (5)
Ošská oblast a město Oš (6 a 9) (stejné symboly)
Talaská oblast (7)
Issykkulská oblast (8)